# Tressandans
Tressandans település Franciaországban, Doubs megyében. Lakosainak száma 28 fő (2022. január 1.). Tressandans Chassey-lès-Montbozon, Bonnal, Rougemont és Thieffrans községekkel határos.

## Népesség
A település népessége az elmúlt években az alábbi módon változott:
| Lakosok száma | 49   | 27   | 27   | 36   | 32   | 25   | 23   | 26   | 28   | 28   |
|               | 1968 | 1982 | 1990 | 2006 | 2013 | 2015 | 2017 | 2019 | 2020 | 2022 |